# Агатонски манастир
Агатонският манастир „Света Богородица“ е мъжки православен манастир, намиращ се на северните склонове на планината Ета, на около 3 км западно от град Ипати. Католиконът на манастира датира от XV век, когато вероятно е основан и манастирът.
Иконописът датира от три ясно различими фази: XVI – XVII век, XVIII век и XX век.